# Fürstlich Salmischer Hausorden
Der Fürstlich Salm´sche Hausorden wurde 1718 von Fürst Ludwig Otto zu Salm, Wild- und Rheingraf zu Dhaun, gestiftet. 
Anlass war die bevorstehende Hochzeit seiner ältesten Tochter Prinzessin Dorothea Franziska Agnes zu Salm (1702–1751) am 25. März 1719 mit Nikolaus Leopold, Graf zu Salm (ab 1739 Fürst zu Salm sowie 1743 Fürst zu Salm-Salm), aus der flandrischen Linie Hoogstraeten-Neufville.

## Verleihung
Der Orden wurde „vorzüglich zur Belohnung von besonderen Beweisen der Treue und Hingebung an den jeweiligen Hauschef“ und für „die Verteidigung und für den Dienst an der Familie“ verliehen. 
Verleihungstag war der 24. Oktober, der Geburtstag des Stifters.

## Ordensdekoration

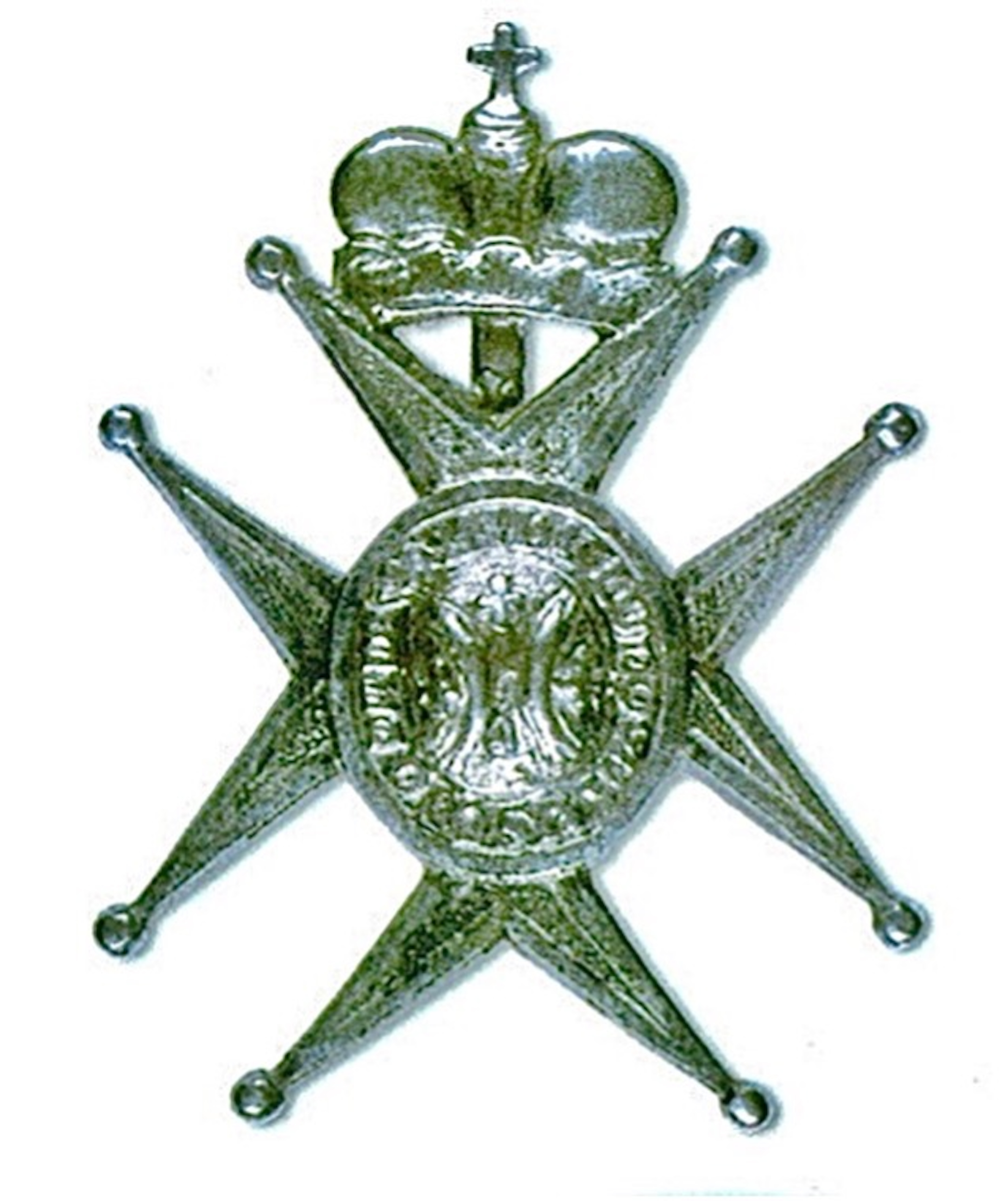
Hausorden von 1718

Das achtspitzige Ordenskreuz ist ein mit einem Fürstenhut überhöhtes, weißes Malteserkreuz und zeigt im Medaillon das einfache Wappen des Hauses Salm und die Umschrift DG • LUDOWICUS OTO PR • D • SALM (Von Gottes Gnaden Ludwig Otto Fürst von Salm). 
Das Medaillon ist 36 mm breit, mit Fürstenhut 48 mm hoch, besteht aus Silber und wiegt im Original 17 g. 
Die Kreuzarme haben eine polierte Bordierung und sind im Feld leicht gekörnt; sie haben Kugelenden. Die Einschnitttiefen der Kreuzarme sind unterschiedlich groß, woraus unterschiedliche Kreuzwinkel resultieren. 
Das ovale Medaillon mit polierter Bordierung ist 15 mm breit und 17 mm hoch. Es zeigt auf leicht gekörntem Grund das erhabenene und polierte Herzschild des fürstlichen Wappens: zwei Salme und vier Kreuze.
Das Ordensband ist rot aus Rips mit silbernen Randstreifen im Verhältnis 1:2:1.
Herren tragen die Dekoration am Hals, Damen an einer Damenschleife mit einer Ansteckvorrichtung auf der Rückseite.

## Das Präsentationskissen

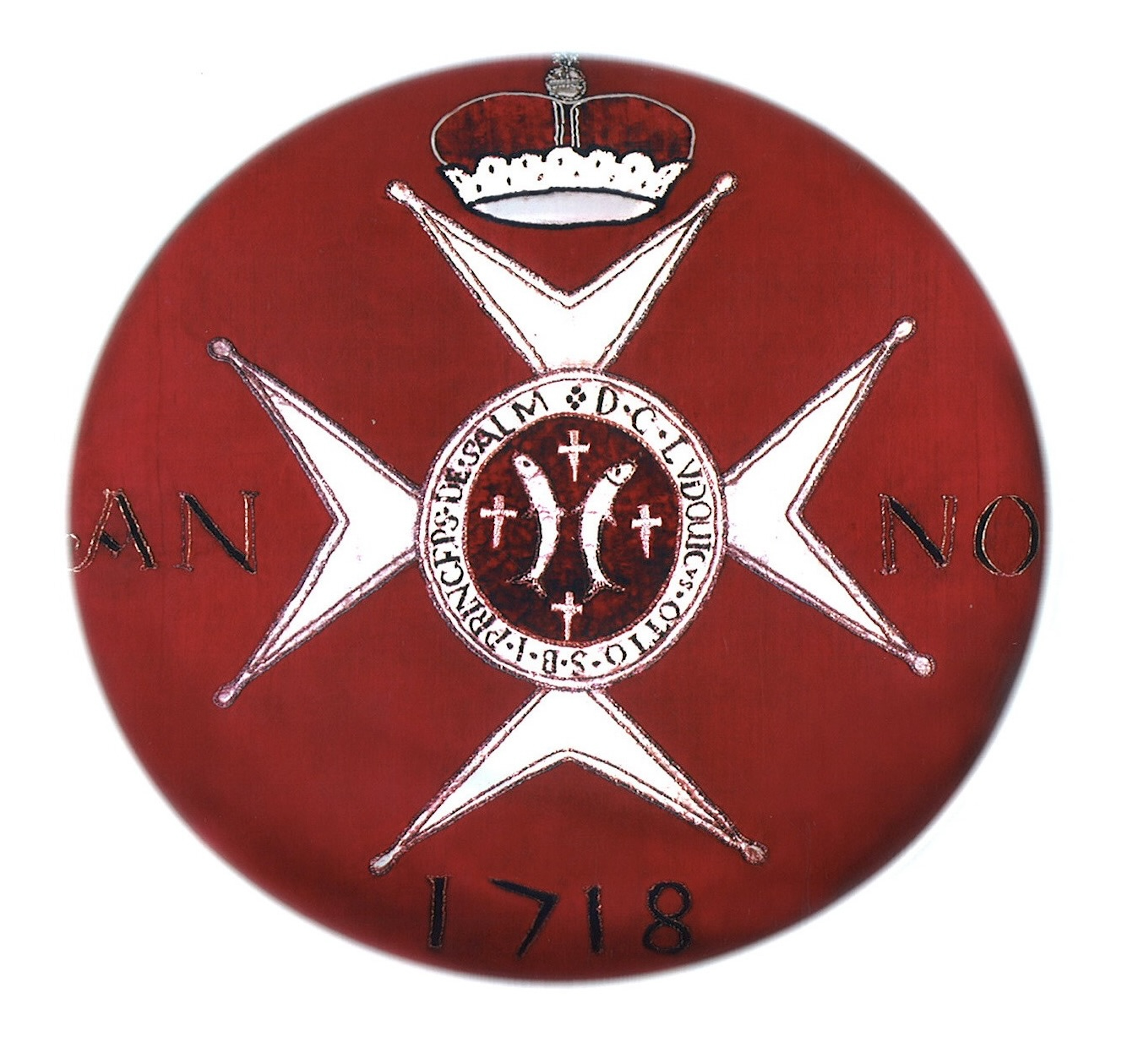
Ordenskissen

Das ebenfalls auf 1718 datierte Präsentationskissen zeigt die Hausfarben: Rot und Weiß (silbern). Das Kissen selbst ist vorn und hinten mit roter Seide überzogen, das Ordenszeichen wird von einem mit weißer Seide aufgenähten Fond wiedergegeben. Der Durchmesser des Kissens beträgt etwa 500 mm, das Gewicht 296 g. 
Es zeigt das silberne Ordenskreuz von 330 mm Breite und Höhe mit frei darüber schwebendem Fürstenhut. Kreuzarme und Kugelspitzen sind mit weißer Seide belegt, die Bordierung mit gold- und silberbestickten Doppellinien abgesetzt. Die Einschnitttiefen der Kreuzarme sind unterschiedlich groß, ebenso die Kreuzwinkel. 
Neben und unter dem Kreuz befindet sich die mit schwarzen Seidenfäden gestickte Inschrift AN / NO / 1718, die mit Gold- und Silberstickerei umrandet ist.
Das ovale Medaillon ist 140 mm breit und 155 mm hoch; es zeigt den ovalen, 95 mm breiten und 108 mm hohen Herzschild des Fürstlich Salmischen Wappens (hier auf rotem Samt zwei Salme und vier Kreuzchen aus weißer Seide, die mit Seiden-, Gold- und Silberstickerei abgesetzt sind). Die Buchstaben – zwischen mit Seiden-, Gold- und Silberstickerei abgesetzten Doppellinien – bestehen aus schwarzer Seide im weißen Fond aus Seide. 
Der Fürstenhut ist 120 mm breit und 90 mm hoch. Der Fürstenhut besteht aus rotem Samt, der Hermelinreif und der Reichsapfel aus weißer Seide. Die Konturen sind mit Seiden-, Gold- und Silberstickerei abgesetzt. 